# Résultats détaillés des championnats d'Europe d'athlétisme en salle 2011
Résultats détaillés des finales des Championnats d'Europe d'athlétisme en salle 2011 au Palais omnisports de Paris-Bercy, à Paris.
| Courses : 60 m - 400 m - 800 m - 1 500 m - 3 000 m Obstacles : 60 m haies Relais : Relais 4 × 400 m Sauts : Hauteur - Longueur - Triple saut - Perche Lancers: - Poids Epreuves combinées: Heptathlon/Pentathlon |

## Résultats

### 60 m
| Rang | Athlète              | Pays        | Temps  |
| ---- | -------------------- | ----------- | ------ |
| 1    | Francis Obikwelu     | Portugal    | 6 s 53 |
| 2    | Dwain Chambers       | Royaume-Uni | 6 s 54 |
| 3    | Christophe Lemaitre  | France      | 6 s 58 |
| 4    | Emanuele Di Gregorio | Italie      | 6 s 59 |
| 5    | Martial Mbandjock    | France      | 6 s 61 |
| 6    | Brian Mariano        | Pays-Bas    | 6 s 64 |
| 7    | Cédric Nabe          | Suisse      | 6 s 67 |
| 8    | Ryan Moseley         | Autriche    | 6 s 68 |

| Rang | Athlète          | Pays        | Temps  |
| ---- | ---------------- | ----------- | ------ |
| 1    | Olesya Povh      | Ukraine     | 7 s 13 |
| 2    | Mariya Ryemyen   | Ukraine     | 7 s 15 |
| 3    | Ezinne Okparaebo | Norvège     | 7 s 20 |
| 4    | Jodie Williams   | Royaume-Uni | 7 s 21 |
| 5    | Hrystyna Stuy    | Ukraine     | 7 s 21 |
| 6    | Véronique Mang   | France      | 7 s 22 |
| 7    | Myriam Soumaré   | France      | 7 s 24 |
| —    | Lina Grinčikaitė | Lituanie    | DNS    |

### 400 m
| Rang | Athlète          | Pays        | Temps   |
| ---- | ---------------- | ----------- | ------- |
| 1    | Leslie Djhone    | France      | 45 s 54 |
| 2    | Thomas Schneider | Allemagne   | 46 s 42 |
| 3    | Richard Buck     | Royaume-Uni | 46 s 62 |
| 4    | Dimitry Buryak   | Russie      | 46 s 70 |
| 5    | Richard Strachan | Royaume-Uni | 46 s 74 |
| 6    | Yoann Décimus    | France      | 46 s 91 |

| Rang | Athlète             | Pays         | Temps   |
| ---- | ------------------- | ------------ | ------- |
| 1    | Denisa Rosolová     | Rép. tchèque | 51 s 73 |
| 2    | Olesya Krasnomovets | Russie       | 51 s 80 |
| 3    | Kseniya Zadorina    | Russie       | 52 s 03 |
| 4    | Vania Stambolova    | Bulgarie     | 52 s 58 |
| 5    | Janin Lindenberg    | Allemagne    | 52 s 62 |
| 6    | Marta Milani        | Italie       | 53 s 23 |

### 800 m
| Rang | Athlète            | Pays        | Temps         |
| ---- | ------------------ | ----------- | ------------- |
| 1    | Adam Kszczot       | Pologne     | 1 min 47 s 87 |
| 2    | Marcin Lewandowski | Pologne     | 1 min 48 s 23 |
| 3    | Kevin López        | Espagne     | 1 min 48 s 35 |
| 4    | Andrew Osagie      | Royaume-Uni | 1 min 48 s 50 |
| 5    | Luis Alberto Marco | Espagne     | 2 min 00 s 58 |
| 6    | Robin Schembera    | Allemagne   | DNF           |

| Rang | Athlète            | Pays        | Temps         |
| ---- | ------------------ | ----------- | ------------- |
| 1    | Jennifer Meadows   | Royaume-Uni | 2 min 00 s 50 |
| 2    | Linda Marguet      | France      | 2 min 01 s 61 |
| 3    | Marilyn Okoro      | Royaume-Uni | 2 min 02 s 46 |
| 4    | Eglė Balčiūnaitė   | Lituanie    | 2 min 04 s 86 |
| -    | Yevgeniya Zinurova | Russie      | DSQ           |
| -    | Yuliya Rusanova    | Russie      | DSQ           |

### 1 500 m
| Rang | Athlète             | Pays      | Temps         |
| ---- | ------------------- | --------- | ------------- |
| 1    | Manuel Olmedo       | Espagne   | 3 min 41 s 03 |
| 2    | Kemal Koyuncu       | Turquie   | 3 min 41 s 18 |
| 3    | Bartosz Nowicki     | Pologne   | 3 min 41 s 48 |
| 4    | Carsten Schlangen   | Allemagne | 3 min 41 s 55 |
| 5    | Jakub Holusa        | Tchéquie  | 3 min 41 s 57 |
| 6    | Juan Carlos Higuero | Espagne   | 3 min 42 s 29 |
| 7    | Goran Nava          | Serbie    | 3 min 42 s 37 |
| 8    | Jamale Aarrass      | France    | 3 min 44 s 08 |

| Rang | Athlète              | Pays     | Temps         |
| ---- | -------------------- | -------- | ------------- |
| 1    | Yelena Arzhakova     | Russie   | 4 min 13 s 78 |
| 2    | Nuria Fernandez      | Espagne  | 4 min 14 s 04 |
| 3    | Yekaterina Martynova | Russie   | 4 min 14 s 16 |
| 4    | Renata Pliś          | Pologne  | 4 min 15 s 16 |
| 5    | Isabel Macías        | Espagne  | 4 min 15 s 76 |
| 6    | Lindsey De Grande    | Belgique | 4 min 16 s 15 |
| 7    | Sara Moreira         | Portugal | 4 min 16 s 67 |
| 8    | Anzhela Shevchenko   | Ukraine  | 4 min 18 s 19 |

### 3 000 m
| Rang | Athlète          | Pays        | Temps         |
| ---- | ---------------- | ----------- | ------------- |
| 1    | Mo Farah         | Royaume-Uni | 7 min 53 s 00 |
| 2    | Hayle Ibrahimov  | Azerbaïdjan | 7 min 53 s 32 |
| 3    | Halil Akkas      | Turquie     | 7 min 54 s 19 |
| 4    | Andy Baddeley    | Royaume-Uni | 7 min 54 s 49 |
| 5    | Jesús España     | Espagne     | 7 min 54 s 66 |
| 6    | Rui Silva        | Portugal    | 7 min 59 s 49 |
| 7    | Yohan Durand     | France      | 8 min 2 s 40  |
| 8    | Florian Carvalho | France      | 8 min 2 s 92  |

| Rang | Athlète             | Pays        | Temps         |
| ---- | ------------------- | ----------- | ------------- |
| 1    | Helen Clitheroe     | Royaume-Uni | 8 min 56 s 66 |
| 2    | Lidia Chojecka      | Pologne     | 8 min 58 s 30 |
| 3    | Layes Abdullayeva   | Azerbaïdjan | 9 min 00 s 37 |
| 4    | Dolores Checa       | Espagne     | 9 min 02 s 18 |
| 5    | Nataliya Tobias     | Ukraine     | 9 min 02 s 94 |
| 6    | Natalya Popkova     | Russie      | 9 min 03 s 42 |
| 7    | Yelena Zadorozhnaya | Russie      | 9 min 06 s 44 |
| DSQ, | Olesya Syreva       | Russie      | 8 min 56 s 69 |

### 60 m haies
| Rang | Athlète             | Pays         | Temps  |
| ---- | ------------------- | ------------ | ------ |
| 1    | Petr Svoboda        | Rép. tchèque | 7 s 49 |
| 2    | Garfield Darien     | France       | 7 s 56 |
| 3    | Adrien Deghelt      | Belgique     | 7 s 57 |
| 4    | Felipe Vivancos     | Espagne      | 7 s 59 |
| 5    | Konstantin Shabanov | Russie       | 7 s 61 |
| 6    | Dimitri Bascou      | France       | 7 s 64 |
| 7    | Yevgeniy Borisov    | Russie       | 7 s 65 |
| 8    | Samuel Coco-Viloin  | France       | 8 s 08 |

| Rang | Athlète             | Pays         | Temps  |
| ---- | ------------------- | ------------ | ------ |
| 1    | Carolin Nytra       | Allemagne    | 7 s 80 |
| 2    | Tiffany Ofili       | Royaume-Uni  | 7 s 80 |
| 3    | Christina Vukicevic | Norvège      | 7 s 83 |
| 4    | Derval O'Rourke     | Irlande      | 7 s 96 |
| 5    | Alina Talay         | Biélorussie  | 7 s 98 |
| 6    | Aleksandra Antonova | Russie       | 8 s 00 |
| 7    | Lucie Škrobáková    | Rép. tchèque | 8 s 10 |
| 8    | Sandra Gomis        | France       | 8 s 11 |

### Relais 4 × 400 m
| Rang | Pays        | Athlètes                                                            | Temps         |
| ---- | ----------- | ------------------------------------------------------------------- | ------------- |
| 1    | France      | Marc Macedot Leslie Djhone Mamoudou Hanne Yoann Décimus             | 3 min 06 s 17 |
| 2    | Royaume-Uni | Nigel Levine Nick Leavey Richard Strachan Richard Buck              | 3 min 06 s 46 |
| 3    | Belgique    | Jonathan Borlée Antoine Gillet Nils Duerinck Kévin Borlée           | 3 min 06 s 57 |
| 4    | Russie      | Dmitriy Buryak Pavel Trenikhin Sergey Petukhov Denis Alekseyev      | 3 min 06 s 99 |
| 5    | Pologne     | Mateusz Fórmański Marcin Marciniszyn Łukasz Krawczuk Jakub Krzewina | 3 min 09 s 31 |
| 6    | Pays-Bas    | Joeri Moerman Youssef El Rhalfioui Bjorn Blauwhof Daniël Franken    | 3 min 13 s 02 |

| Rang | Athlète     | Pays                                                              | Temps         |
| ---- | ----------- | ----------------------------------------------------------------- | ------------- |
| 1    | Russie      | Kseniya Zadorina Kseniya Vdovina Yelena Migunova Olesya Forsheva  | 3 min 29 s 34 |
| 2    | Royaume-Uni | Kelly Sotherton Lee McConnell Marilyn Okoro Jenny Meadows         | 3 min 31 s 36 |
| 3    | France      | Muriel Hurtis-Houairi Laetitia Denis Marie Gayot Floria Guei      | 3 min 32 s 16 |
| 4    | Italie      | Giulia Arcioni Maria Enrica Spacca Chiara Bazzoni Marta Milani    | 3 min 33 s 70 |
| 5    | Allemagne   | Claudia Hoffmann Larissa Kettenis Wiebke Ullmann Janin Lindenberg | 3 min 33 s 80 |
| 6    | Ukraine     | Hanna Titimets Nataliya Lupu Darya Prystupa Antonina Yefremova    | 3 min 34 s 08 |

### Saut en hauteur
| Rang | Athlète                | Pays         | Marque |
| ---- | ---------------------- | ------------ | ------ |
| 1    | Ivan Ukhov             | Russie       | 2,38 m |
| 2    | Jaroslav Bába          | Rép. tchèque | 2,34 m |
| 3    | Aleksandr Shustov      | Russie       | 2,34 m |
| 4    | Konstadínos Baniótis   | Grèce        | 2,32 m |
| 5    | Dimítrios Hondrokoúkis | Grèce        | 2,29 m |
| 6    | Marco Fassinotti       | Italie       | 2,29 m |
| 7    | Janick Klausen         | Danemark     | 2,25 m |
| 8    | Raul Spank             | Allemagne    | 2,20 m |

| Rang | Athlète                 | Pays     | Marque |
| ---- | ----------------------- | -------- | ------ |
| 1    | Antonietta Di Martino   | Italie   | 2,01 m |
| 2    | Ruth Beitia             | Espagne  | 1,96 m |
| 3    | Ebba Jungmark           | Suède    | 1,96 m |
| 4    | Mélanie Melfort         | France   | 1,92 m |
| 4    | Svetlana Shkolina       | Russie   | 1,92 m |
| 4    | Danielle Frenkel        | Israël   | 1,92 m |
| 7    | Oksana Okuneva          | Ukraine  | 1,92 m |
| 7    | Venelina Veneva-Mateeva | Bulgarie | 1,92 m |

### Saut en longueur
| Rang | Athlète            | Pays         | Marque |
| ---- | ------------------ | ------------ | ------ |
| 1    | Sebastian Bayer    | Allemagne    | 8,16 m |
| 2    | Kafétien Gomis     | France       | 8,03 m |
| 3    | Morten Jensen      | Danemark     | 8,00 m |
| 4    | Teddy Tamgho       | France       | 7,98 m |
| 5    | Povilas Mykolaitis | Lituanie     | 7,97 m |
| 6    | Luis Felipe Méliz  | Espagne      | 7,90 m |
| 7    | Michel Tornéus     | Suède        | 7,84 m |
| 8    | Roman Novotný      | Rép. tchèque | 7,66 m |

| Rang | Athlète                     | Pays        | Marque |
| ---- | --------------------------- | ----------- | ------ |
| 1    | Darya Klishina              | Russie      | 6,80 m |
| 2    | Naide Gomes                 | Portugal    | 6,79 m |
| 3    | Yulia Pidluzhnaya           | Russie      | 6,75 m |
| 4    | Éloyse Lesueur              | France      | 6.59 m |
| 5    | Veronika Shutkova           | Biélorussie | 6.57 m |
| 6    | Nastassia Mironchyk-Ivanova | Biélorussie | 6.55 m |
| 7    | Cornelia Deiac              | Roumanie    | 6.45 m |
| 8    | Irène Pusterla              | Suisse      | 6.43 m |

### Saut à la perche
| Rang | Athlète                | Pays      | Marque |
| ---- | ---------------------- | --------- | ------ |
| 1    | Renaud Lavillenie      | France    | 6,03 m |
| 2    | Jérome Clavier         | France    | 5,76 m |
| 3    | Malte Mohr             | Allemagne | 5,71 m |
| 4    | Paweł Wojciechowski    | Pologne   | 5,51 m |
| 5    | Konstadínos Filippídis | Grèce     | 5,61 m |
| 6    | Fabian Schulze         | Allemagne | 5,51 m |
| 7    | Igor Pavlov            | Russie    | 5,51 m |
| 8    | Tim Lobinger           | Allemagne | 5,41 m |

| Rang | Athlète               | Pays        | Marque |
| ---- | --------------------- | ----------- | ------ |
| 1    | Anna Rogowska         | Pologne     | 4,85 m |
| 2    | Silke Spiegelburg     | Allemagne   | 4,75 m |
| 3    | Kristina Gadschiew    | Allemagne   | 4,65 m |
| 4    | Minna Nikkanen        | Finlande    | 4,60 m |
| 5    | Jirina Ptacnikova     | Tchéquie    | 4,60 m |
| 6    | Aleksandra Kiryashova | Russie      | 4,60 m |
| 7    | Elizaveta Ryzih       | Allemagne   | 4,50 m |
| 8    | Anastasiya Shvedova   | Biélorussie | 4,50 m |

### Triple saut
| Rang | Athlète          | Pays        | Marque  |
| ---- | ---------------- | ----------- | ------- |
| 1    | Teddy Tamgho     | France      | 17,92 m |
| 2    | Fabrizio Donato  | Italie      | 17,73 m |
| 3    | Marian Oprea     | Roumanie    | 17,62 m |
| 4    | Yoann Rapinier   | France      | 17,23 m |
| 5    | Christian Olsson | Suède       | 17,20 m |
| 6    | Anders Møller    | Danemark    | 16,41 m |
| 7    | Dzmitry Dziatsuk | Biélorussie | 16,27 m |
| 8    | Daniele Greco    | Italie      | 16,24 m |

| Rang | Athlète           | Pays      | Marque  |
| ---- | ----------------- | --------- | ------- |
| 1    | Simona La Mantia  | Italie    | 14,60 m |
| 2    | Olesya Zabara     | Russie    | 14,45 m |
| 3    | Dana Veldáková    | Slovaquie | 14,39 m |
| 4    | Snežana Rodic     | Slovénie  | 14,35 m |
| 5    | Cristina Bujin    | Roumanie  | 14,19 m |
| 6    | Natalya Kutyakova | Russie    | 14,18 m |
| DQ   | Athanasía Pérra   | Grèce     | 14,01 m |
| 7    | Petia Dacheva     | Bulgarie  | 13,89 m |

### Lancer du poids
| Rang | Athlète            | Pays      | Marque  |
| ---- | ------------------ | --------- | ------- |
| 1    | Ralf Bartels       | Allemagne | 21,16 m |
| 2    | David Storl        | Allemagne | 20,75 m |
| 3    | Maksim Sidorov     | Russie    | 20,55 m |
| 4    | Nedžad Mulabegović | Croatie   | 20,43 m |
| 5    | Marco Schmidt      | Allemagne | 20,29 m |
| 6    | Ivan Yushkov       | Russie    | 20,19 m |
| 7    | Gaëtan Bucki       | France    | 20,07 m |
| 8    | Marco Fortes       | Portugal  | 19,83 m |

| Rang | Athlète             | Pays      | Marque  |
| ---- | ------------------- | --------- | ------- |
| 1    | Anna Avdeyeva       | Russie    | 18,70 m |
| 2    | Christina Schwanitz | Allemagne | 18,65 m |
| 3    | Josephine Terlecki  | Allemagne | 18,09 m |
| 4    | Jessica Cérival     | France    | 17,84 m |
| 5    | Anita Márton        | Hongrie   | 17,84 m |
| 6    | Sophie Kleeberg     | Allemagne | 17,63 m |
| 7    | Chiara Rosa         | Italie    | 17,54 m |
| 8    | Irina Tarasova      | Russie    | 17,17 m |

### Heptathlon/Pentathlon
| Rang | Athlète                 | Pays        | Points |
| ---- | ----------------------- | ----------- | ------ |
| 1    | Andrei Krauchanka       | Biélorussie | 6 282  |
| 2    | Nadir El Fassi          | France      | 6 237  |
| 3    | Roman Šebrle            | Tchéquie    | 6 178  |
| 4    | Eelco Sintnicolaas      | Pays-Bas    | 6 175  |
| 5    | Ingmar Vos              | Pays-Bas    | 6 020  |
| 6    | Thomas Van der Plaetsen | Belgique    | 6 020  |
| 7    | Aleksandr Kislov        | Russie      | 5 970  |
| 8    | Vasiliy Kharlamov       | Russie      | 5 959  |

| Rang | Athlète                    | Pays         | Points |
| ---- | -------------------------- | ------------ | ------ |
| 1    | Antoinette Nana Djimou Ida | France       | 4 723  |
| 2    | Austra Skujytė             | Lituanie     | 4 706  |
| 3    | Remona Fransen             | Pays-Bas     | 4 665  |
| 4    | Karolina Tymińska          | Pologne      | 4 612  |
| 5    | Jessica Samuelsson         | Suède        | 4 497  |
| 6    | Marina Goncharova          | Russie       | 4 469  |
| 7    | Zuzana Hejnová             | Rép. tchèque | 4 453  |
| 8    | Kaie Kand                  | Estonie      | 4 399  |

## Légende
Records et Performances
- AR : Record continental (area record)
- CR : Record des championnats (championship record)
- MR : Record du meeting (meet record)
- NR : Record national (national record)
- OR : Record olympique (olympic record)
- PR : Record paralympique (paralympic record)
- PB : Record personnel (personal best)
- SB : Meilleure performance personnelle de la saison (season's best)
- WL : Meilleure performance mondiale de l'année (world leader)
- WJR : Record du monde junior (world junior record)
- WR : Record du monde (world record)

Circonstances et Conditions
- DNF : N'a pas terminé (did not finish)
- DNS : N'a pas pris le départ (did not start)
- DQ : Disqualification (disqualification)
- NM : Aucun essai valable enregistré (No Mark)
- Q : Qualifié « directement » au prochain tour (ou à la prochaine compétition), lors d'une compétition majeure, grâce au classement ou à la réalisation des minima (automatic qualifier)
- q : Qualifié au prochain tour (ou à la prochaine compétition), lors d'une compétition majeure, grâce au repêchage ou à la réalisation de l'une des meilleures performances parmi celles des « non qualifiés directement » (grâce au meilleur temps ou à la meilleure distance par exemple) (secondary qualifier)